# Simopteryx subflavata
Simopteryx subflavata är en fjärilsart som beskrevs av W. Warren 1897. Simopteryx subflavata ingår i släktet Simopteryx och familjen mätare. Inga underarter finns listade i Catalogue of Life.